# Krasnodar Rora
Krasnodar Rora (Vis, 23. ožujka 1945. – Zagreb, 12. studenoga 2020.), legendarni nogometaš Dinama od 1964. do 1973. godine. 

## Karijera
Nogometnu karijeru započeo je u Šibeniku od 1962. do 1964 s 14 godina na šibenskim poljanama i to baš u „nogometnom kvartu“ – Šubićevcu. U Dinamo je došao 1964. godine gdje je naslijedio dres s brojem 11 kojega nije ispuštao cijelo desetljeće. Nakon Dinama igrao je za Standard Liège, Nancy i Haguenau. Igrao je po potrebi u sredini terena, a ponekad čak i libera. Za Jugoslaviju je nastupio pet puta. S Dinamom je osvojio Kup velesajamskih gradova 1966./67.. U Nancyu je igrao zajedno s legendom francuskoga i svjetskog nogometa, Michelom Platinijem. Štoviše, i sam ja Platini, prilikom svojedobnoga posjeta HNS-u, istaknuo: „Ne bih postao onakav igrač da nakon treninga nisam ostajao dodatno raditi s Rorom.“
Krasnodar Rora imao je jedan nastup u prijateljskoj utakmici za Hajduk iz Splita u kojem je postigao zgoditak.
Za Dinamo je Rora odigrao 459 utakmica i postigao 37 ligaških golova (ukupno 90 postignutih pogodaka) i osvojio Kup velesajamskih gradova 1967. Nakon igračke karijere posvetio se prvo novinarstvu, pa onda trenerskom poslu. Trenirao je Izolu, Radnik, Šibenik, Samobor, Varteks, Zagreb, BSK iz Slavonskog Broda. Radio je i u Dinamovoj školi Hitrec – Kacijan.
Ni nepunih 48 sati nakon oproštaja i smrti također Dinamove legende Slavena Zambate, preminuo je i Krasnodar Rora. Slaven Zambata i Krasnodar Rora bili su vjenčani kumovi.

## Vanjske poveznice
- http://povijest.gnkdinamo.hr/popis-igra%C4%8Da/krasnodar-rora.html  Arhivirana inačica izvorne stranice od 9. prosinca 2019. (Wayback Machine)
- http://1967.gnkdinamo.hr/players/krasnodar-rora/
- https://www.footballdatabase.eu/en/player/details/60558-krasnodar-rora
- http://www.yugopapir.com/2014/10/krasnodar-rora-najljepsi-jugoslavenski.html
- https://100posto.jutarnji.hr/sport/nije-mi-zao-sto-sam-prekrizio-hajduk-i-izabrao-dinamo-sudbina-je-htjela-da-zabijem-gol-leedsu-u-finalu-i-donesem-modrima-najveci-trofej-u-povijesti-kluba  Arhivirana inačica izvorne stranice od 9. prosinca 2019. (Wayback Machine)
- https://www.vecernji.hr/sport/od-godisnje-zarade-mogao-sam-kupiti-ficu-1302511
- https://sportske.jutarnji.hr/sn/nogomet/nogomet-mix/nadvilo-se-crnilo-nad-maksimir-otisla-je-zauvijek-jos-jedna-dinamova-legenda-preminuo-krasnodar-rora-15030902